# なぜ君は絶望と闘えたのか
なぜ君は絶望と闘えたのか（なぜきみはぜつぼうとたたかえたのか）は、門田隆将の著書『なぜ君は絶望と闘えたのか 本村洋の3300日』を原作としたフィクションのテレビドラマ。WOWOWのドラマWで2010年9月25日と9月26日に、前編後篇を2夜連続で放送され、後篇が平成22年度（第65回）文化庁芸術祭テレビ部門・ドラマの部で大賞を受賞した。

## 概要
1999年に山口県光市で起きた光市母子殺害事件を追っていた記者、門田隆将の記録をもとに、何度も挫折を繰り返し絶望の淵に立たされながらも周りの支えにより、闘い続けた遺族をフィクションで描いたヒューマンストーリーである。2010年9月25日 - 26日に、ドラマWでは初となる前後編の2夜連続スペシャルとして放送された。また、主演の江口洋介は、本作がWOWOW初出演となる。

## 出演者
北川 慎一：江口洋介
週刊誌 週刊「潮流」の記者。
町田 道彦に出会い、初めて「人間を取材したい」という気持ちを抱く。
町田 道彦：眞島秀和
妻子を18歳の少年に殺害された被害者遺族。
山下 真紀子：ミムラ
北川 慎一の部下の新人記者。
小口 隆志：高橋克実
週刊「潮流」の編集長。北川 慎一の上司。
西森 有紀：木村多江
外科医。北川 慎一の元恋人。
東野 茂樹：小澤征悦
北川 慎一の大学時代の友人。報道番組のディレクター。
客室乗務員：井川遥
飛行機内で偶然出会った町田 道彦を励ます。
町田 佳織：田中こなつ
町田 道彦の妻。
町田 夏海：秋葉月花
町田 道彦の娘。
秋山 譲：藤間宇宙/18歳時：小林優斗
事件被告人。当時21歳。
横沢 昭雄：井川比佐志
全国被害者の会「あすの会」弁護士。
飯田 雅子：片岡富枝
「あすの会」会員。
中野 公三：徳井優
「あすの会」会員。
落合 和久：石塚義之（アリtoキリギリス）
「あすの会」会員。
酒井 幸雄：田口浩正
山口地裁の担当検事。
春日 幹夫：矢島健一
広島高等検察庁検事。
小原 茂樹：中島久之
広島高等検察庁検事。
寺尾：志賀廣太郎
山口地裁 裁判長。
山口：田山涼成
山口地裁 職員。
宗永：勝部演之
広島高裁 裁判長。
原島 壮吉：西岡徳馬
事件担当刑事。
第一発見者である町田 道彦を犯人と疑っていた。
佐々木 和子：市毛良枝
町田 佳織の母。
娘と孫を秋山に殺害され、必死に闘い抜く町田 道彦を優しく支える義母。
町田 義孝：北見敏之
町田 道彦の父。
町田 早苗：角替和枝
町田 道彦の母。
高岡 泰史：益岡徹
被告人弁護団（21人）の弁護士の1人。
伊丹 貴明：利重剛
被告人弁護団（21人）の弁護士の1人。
弁護士：田中実
被告人弁護団（21人）の弁護士の1人。
弁護士：大河内浩
被告人弁護団（21人）の弁護士の1人。
岡本 昌治：佐藤B作
「大日本製鋼」課長。町田 道彦の上司。
町田を常に気にかけている。
前田 一雅：山本圭
差し戻し控訴審時の裁判長。
吉崎 実：柄本明（特別出演）
北川 慎一が過去に取材した弁護士。
高橋 広江：草笛光子
西森 有紀の伯母。亡き夫は元裁判官だった。

## スタッフ
- 原作：門田隆将
- 監督：石橋冠
- 脚本：長谷川康夫、吉本昌弘
- 音楽：吉川清之
- 美術：門奈昌彦、高野雅裕
- 企画協力：新潮社
- プロデューサー：岡野真紀子（WOWOW）、菱田光彦（テレパック）、黒沢淳（テレパック）
- 制作協力：テレパック
- 制作著作：WOWOW

## 受賞
- ギャラクシー賞 2010年9月度月間賞
- 第65回文化庁芸術祭 テレビ部門、ドラマの部 大賞（後篇）
- 東京ドラマアウォード2011 単発ドラマ部門、作品賞[1]
- 第28回ATP賞テレビグランプリ ドラマ部門、優秀賞